# فراسيون شائع
الفراسيون أو الفراسيون الشائع أو حشيشة الكلاب أو فراسيون أبيض أو عشبة الكلاب أو الكُراث الجبلي أو شَرير أو شَورة القنديل أو فزاسيون آبیض 
أو الروبية (باللاتينية: Marrubium vulgare) هو نوع نباتي من جنس الفراسيون يتبع الفصيلة الشفوية، يستعمل بالطب وهي أيضا تنبت بالبر.

## الموئل والانتشار
تنبت النبتة في عدة اماكن منها: الحقول الرملية، في ركام البيوت الخربة، في الجدران القديمة والمزابل المنزلية، تتواجد أيضا عند نهر الكلب في لبنان، وفي القنوات بجبل حوران.
موطنها بلاد الشام ومصر والمغرب العربي وكل مناطق أوروبا تقريبا.

## استعمالها طبيا
نبات الفراسيون يستخدم من الخارج لمعالجة الاحتقان في اصابع الاقدام وايضا يعالج الام الدوالي (الاوردة المتمددة) في الساقين والطفوح الجلدية، اما يستخدم من الداخل لمعالجة النزلات الصدرية المزمنة وكذلك يستخدم في معالجة السل الرئوي والإصابة بالربو (استما).
اما افرازات الغدد في نبتة الفراسيون تستعمل في اصابات الكبد بالاحتقان واصفرار ظاهرة الجسم (أبو صفار) وايضا تسهل في افرازات الكبد الالصفراوية (مرارة) وكذلك تفيد في ادرار الحيض المتأخر عند النساء، وكما تفيد في تنظيف الرحم بعد الولادة من افرازات النفاس.

## وصف النبتة
نبتة الفراسيون يبلغ ارتفاعها (60-30) سم، ساق النبتة مربعة، اضلاع الفراسيون مكسوة بشعيرات دقيقة، اوراقها بيضوية الشكل رائحتها عطرية متجعدة متقابلة ومسننة الاطراف، تزهر ازهارا بيضاء من حزيران حتى ايلول، ازهار النبتة متجمعة حول الساق والاغصان على مسافات متفاوتة بشكل مغزلي.
الجزء الطبي من نبتة الفراسيون: اوراق الفراسيون الشائع بعد ظهور الازهار، في شهري تموز واب تجمع الاوراق وتجفف.
المواد الفعالة في الفراسيون هي مواد مرة، ومواد دابغة تثير افراز الغدد وتسهل التقشع.

## مرادفات للاسم العلمي
- (باللاتينية: Prasium marrubium E. H. L. Krause, nom. superfl.)
- (باللاتينية: Marrubium album Garsault, des. inval.)
- (باللاتينية: Marrubium apulum Ten.)
- (باللاتينية: Marrubium ballotoides Boiss. & Balansa)
- (باللاتينية: Marrubium ballotoides Boiss. & Balansa)
- (باللاتينية: Marrubium hamatum Kunth)
- (باللاتينية: Marrubium uncinatum Stokes)
- (باللاتينية: Marrubium vulgare subsp. apulum (Ten.) H. Lindb.)
- (باللاتينية: Marrubium vulgare var. apulum (Ten.) Nyman)
- (باللاتينية: Marrubium vulgare var. gossypinum Nábelek)
- (باللاتينية: Marrubium vulgare var. microphyllum Baguet)

## معرض صور

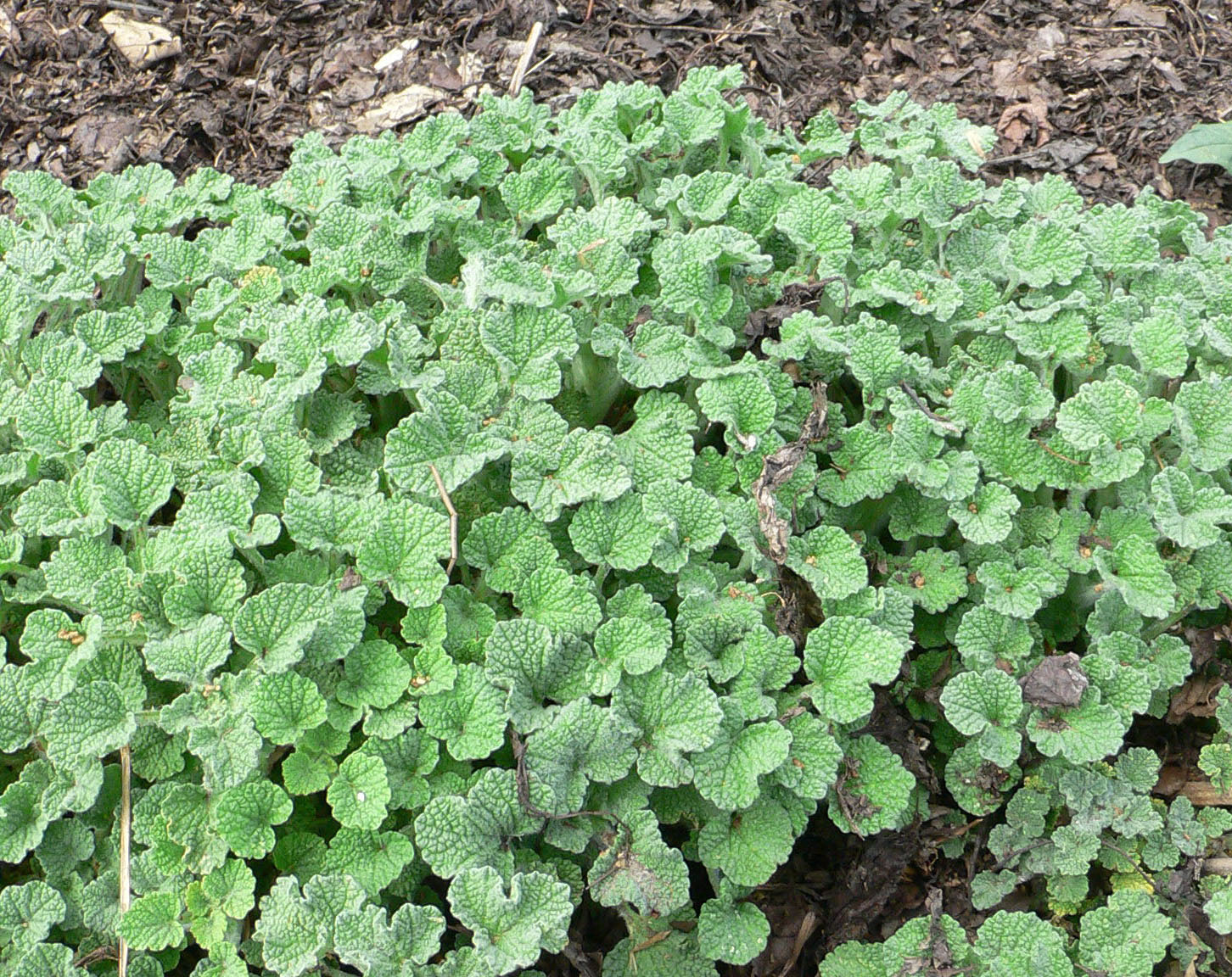
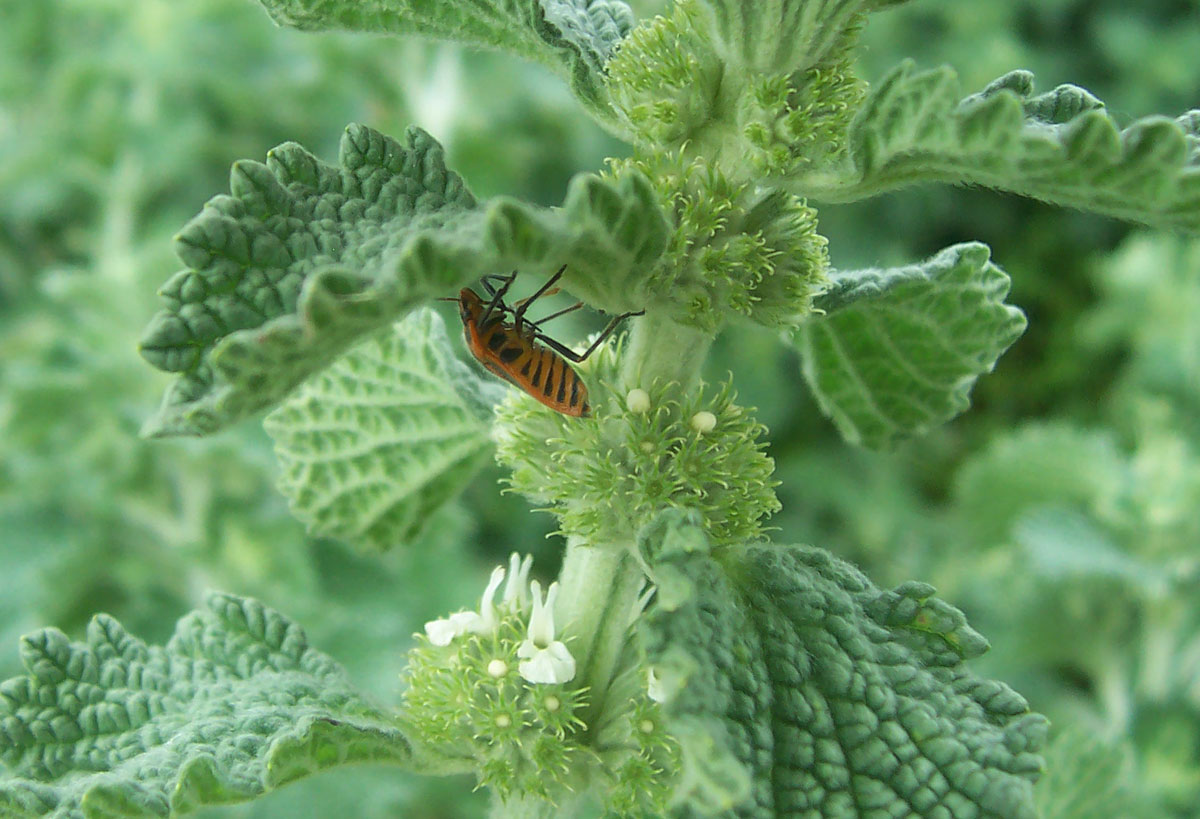
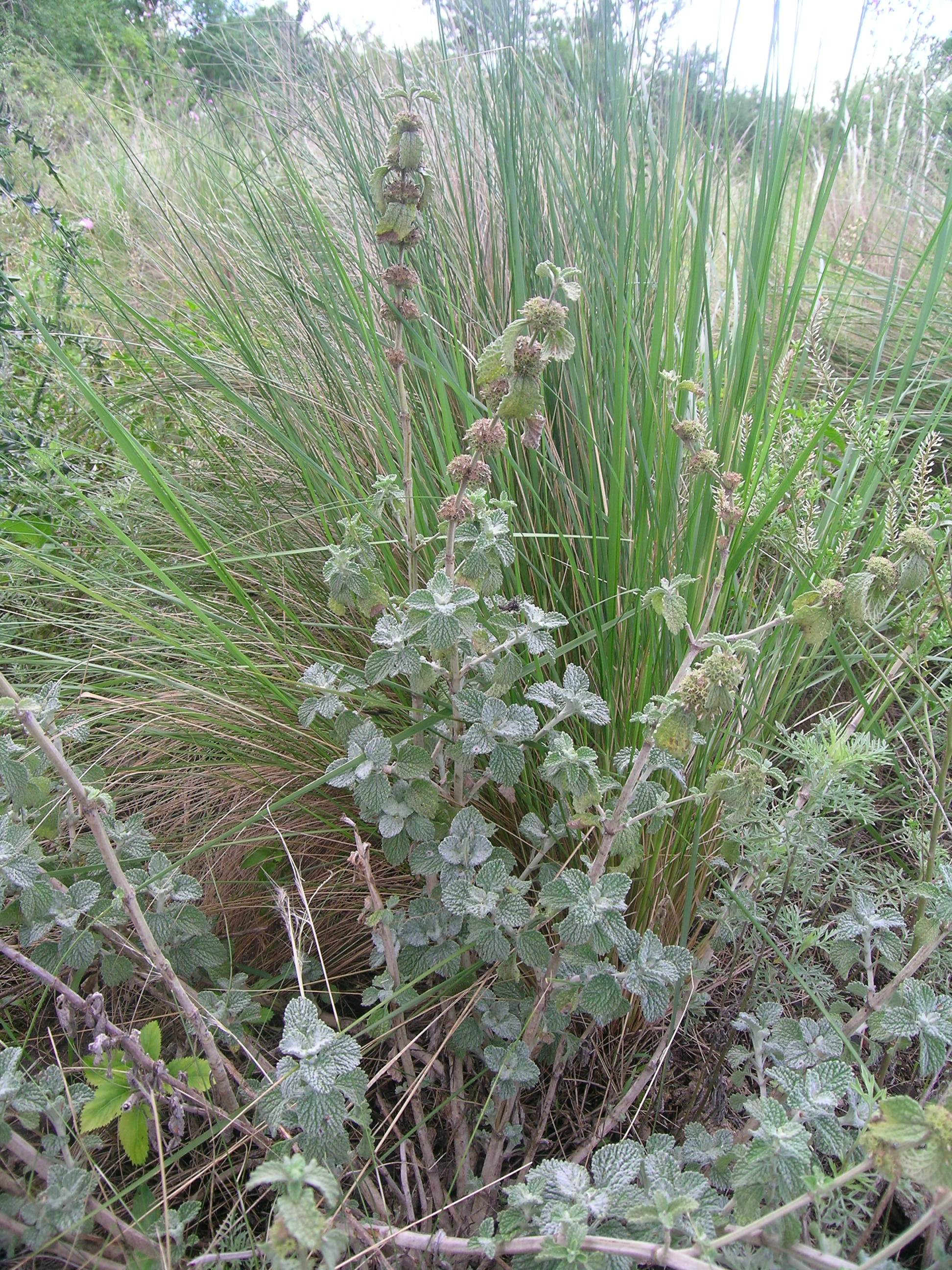
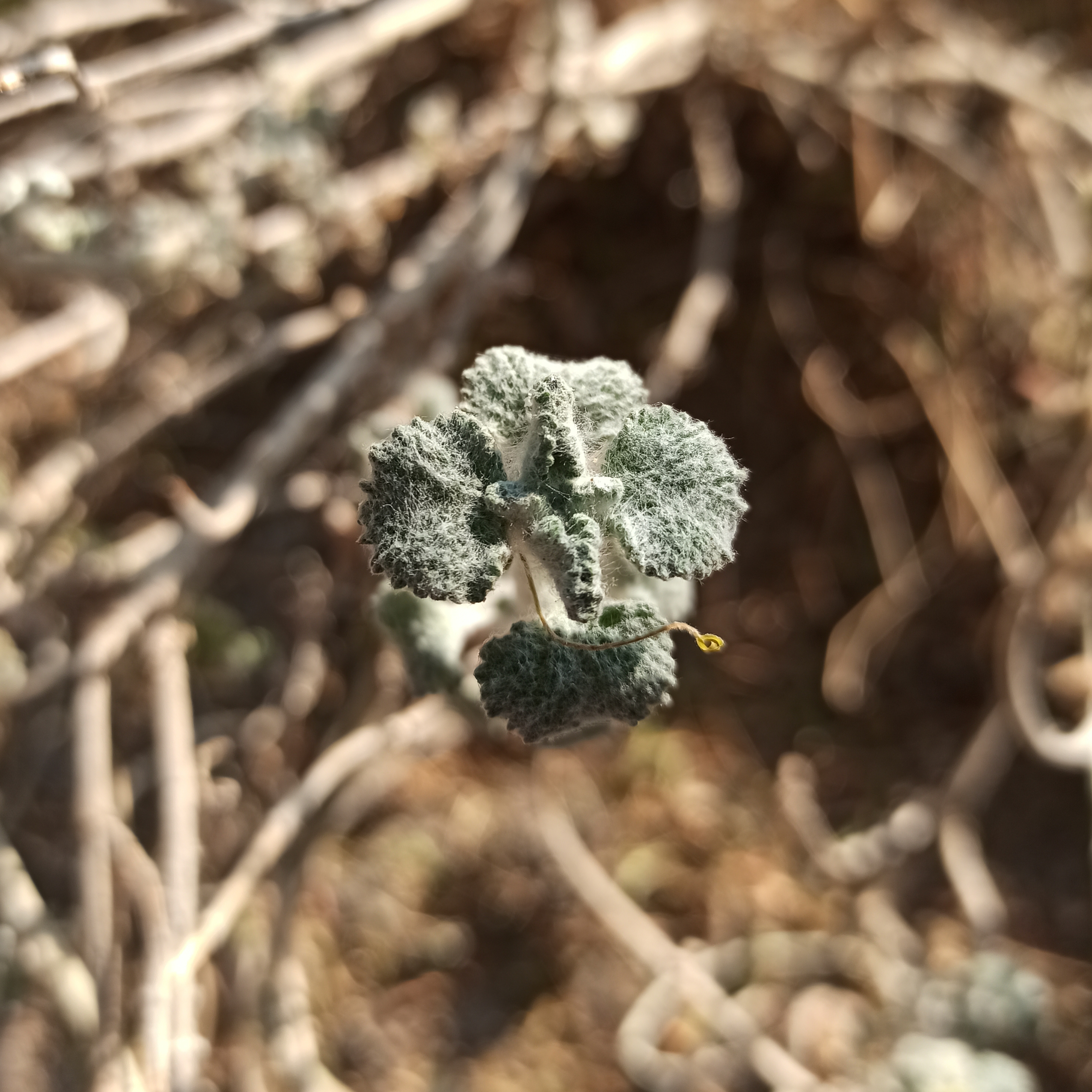